# Бутани (Бихор)
Бутани (рум. Butani) насеље је у Румунији у округу Бихор у општини Мађешти. Oпштина се налази на надморској висини од 256 m.

## Становништво
Према подацима из 2002. године у насељу је живело 362 становника.

### Попис2002.
| Расподела становништва по националности 2002.‍ | Расподела становништва по националности 2002.‍ | Расподела становништва по националности 2002.‍ | Расподела становништва по националности 2002.‍ | Расподела становништва по националности 2002.‍ |
| --------------------------------------------- | --------------------------------------------- | --------------------------------------------- | --------------------------------------------- | --------------------------------------------- |
|                                               |                                               |                                               |                                               |                                               |
| Румуни                                        | Румуни                                        |                                               | 349                                           | 97,8%                                         |
| Словаци                                       | Словаци                                       |                                               | 8                                             | 2,2%                                          |